# Sapphire
Sapphire és una pel·lícula dramàtica britànica de 1959. Es centra en el racisme a Londres cap als immigrants de les Índies Occidentals i explora les "inseguretats i temors subjacents de la gent corrent" que existeixen cap a altres races. Fou dirigida per Basil Dearden i protagonitzada per Nigel Patrick, Earl Cameron i Yvonne Mitchell. Va rebre el BAFTA a la millor pel·lícula i a la guionista Janet Green va guanyar el 1960 un premi Edgar del Mystery Writers of America al millor guió de cinema estranger. Fou considerada una pel·lícula progressista per a la seva època. Fou traduïda al català i emesa per TV3 el 22 de febrer de 2000.
Earl Cameron, qui va interpretar el paper de germà de Sapphire, apareixeria dos anys més tard en una altra pel·lícula britànica que tractava temes racials, Flame in the Streets (1961).

## Argument
Es troba el cos d'una jove a Hampstead Heath. Tot i que semblava blanca, quan el seu germà (Earl Cameron) arriba a la comissaria per donar proves, els oficials veuen que és negre i que també és mestís. El seu germà confirma que eren fills de pare blanc i mare negra, però recentment Sapphire es feia passar per blanca. Un jove estudiant blanc, xicot de la Sapphire, es converteix aviat en el principal sospitós. És seguit per policies de paisà i el veuen actuar de manera sospitosa al voltant del lloc del crim. La situació es complica encara més quan la policia descobreix que Sapphire era embarassada de tres mesos. A mesura que la investigació avança surten a la llum altres aspectes sospitosos i sorprenentment aclaridors de la vida social de Sapphire.

## Repartiment
- Nigel Patrick - Superintendent Robert Hazard
- Yvonne Mitchell - Mildred
- Michael Craig - Inspector Phil Learoyd
- Paul Massie - David Harris
- Bernard Miles - Ted Harris
- Olga Lindo - Mrs. Harris
- Earl Cameron - Dr. Robbins
- Gordon Heath - Paul Slade
- Jocelyn Britton - Patsy
- Harry Baird - Johnnie Fiddle
- Orlando Martins - Barman
- Rupert Davies - P.C. Jack Ferris
- Freda Bamford - Sergent Cook
- Robert Adams - Horace Big Cigar
- Yvonne Buckingham - Sapphire Robbins
- Vanda Hudson – Noia rossa al Tulip's Club (sense acreditar)
- Philip Lowrie - Student (sense acreditar)
- Boscoe Holder – Ballarina al Nightclub (sense acreditar)
- Basil Dignam - Doctor Burgess (sense acreditar)
- Fenella Fielding – Botiguera de la tenda de llenceria (sense acreditar)
- Lloyd Reckord - pianista a l'International Club (sense acreditar)
- Peter Vaughan - Detective Whitehead (sense acreditar)
- Victor Brooks – Sergent de policia (sense acreditar)
- Desmond Llewelyn - Policia (sense acreditar)
- Barbara Steele  - noia al pub (sense acreditar)

## Recepció crítica
The New York Times va escriure "Si "Sapphire" no està completament en una classe per si mateixa, la combinació d'assassinat misteriós i qüestions racials la posa en diverses parts de pel·lícula melodramàtica estàndard."